# Trogoderma ornatum
Trogoderma ornatum är en skalbaggsart som först beskrevs av Thomas Say 1825.  Trogoderma ornatum ingår i släktet Trogoderma och familjen ängrar. Inga underarter finns listade i Catalogue of Life.

## Bildgalleri

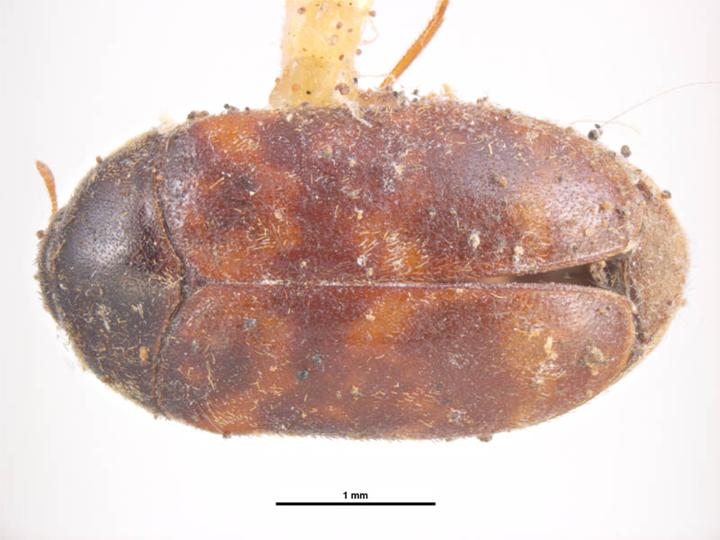